# Карл Леммле (молодший)
Карл Леммле молодший (англ. Carl Laemmle Jr.; 28 квітня 1908 — 24 вересня 1979) — американський підприємець, продюсер, син режисера і засновника кіностудії «Universal Studios» Карла Леммле.
Очолював компанію з 1928 по 1936 рік. Займався створенням таких фільмів, як «На західному фронті без змін», «Дракула», «Міст Ватерлоо», «Франкенштейн», «Мумія», «Старий темний будинок», «Людина-невидимка», «Імітація життя» і «Наречена Франкенштейна».
До кінця 1935 року у кінострічок студії стало так багато провалів, що фінансист Джон Чівер Каудін запропонував Леммле викупити її. Великий успіх, прибуток і хороші відгуки принесла картина «Плавучий театр» (1936), знята на основі відомого мюзиклу. Однак до моменту її виходу на екран батько і син Леммле вже домовилися про продаж своєї частки в компанії всього лише за $5 млн. Новим директором компанії став Чарльз Роджерс.
Карл Леммле-молодший помер від інсульту 24 вересня 1979 року, рівно через сорок років після смерті свого батька. Він був похований в мавзолеї кладовища Хом-Піс. Останні роки життя Леммле прожив у будинку на Беверлі-Гіллз.